# Luca Sito
Luca Sito (ur. 12 maja 2003 w Mediolanie) – włoski biegacz krótkodystansowy, olimpijczyk z Paryża 2024, wicemistrz Europy.

## Udział w zawodach międzynarodowych
| Impreza                | Rok  | Miejsce | Wynik | Wynik          | Wynik           |
| Impreza                | Rok  | Miejsce | 400 m | 4x400 m mężcz. | 4x400 m mikstów |
| ---------------------- | ---- | ------- | ----- | -------------- | --------------- |
| Igrzyska olimpijskie   | 2024 | Paryż   | 16    | 7              | 6               |
| Mistrzostwa Europy     | 2024 | Rzym    | 5     | srebro         | srebro          |
| Mistrzostwa świata U20 | 2022 | Cali    | 30    | 10             | –               |
| Mistrzostwa Europy U23 | 2023 | Espoo   | 9     | złoto          | –               |